# Duncan (Arizona)
Pour les articles homonymes, voir Duncan.
Duncan est une ville américaine du comté de Greenlee, en Arizona.
Dans les années 1870, le village de Purdy est fondé par messieurs Purdy et Bachelor, entre Clifton et Silver City (Nouveau-Mexique). Lorsque la Southern Pacific Railroad traverse Purdy, le village est transféré sur la rive opposée de la Gila, au sud. Il prend alors le nom de Ducan, en référence à Duncan Smith, directeur général de la société du cuivre de l'Arizona (Arizona Copper Company).
Selon le recensement de 2010, la ville compte 696 habitants, contre 812 en 2000 et 662 en 1990. La municipalité s'étend sur 2,16 milles carrés (5,59 km2), exclusivement des terres.

## Démographie
| 1940 | 1950 | 1960 | 1970 | 1980 | 1990 |
| ---- | ---- | ---- | ---- | ---- | ---- |
| 887  | 941  | 862  | 773  | 603  | 662  |

| 2000 | 2010 | - | - | - | - |
| ---- | ---- | - | - | - | - |
| 812  | 696  | - | - | - | - |